# Jeremy Bujakowski
Jeremy John Bujakowski (Hindi जेरेमी जॉन बुजाकोव्स्की; teilweise auch Jarema Stanisław Bujakowski; * 30. März 1939 in Druskieniki, Polen, heute Teil von Litauen; † 1. Juni 2010 in San Bernardino, Vereinigte Staaten) war ein indischer Skirennläufer polnischer Herkunft.

## Biografie
Bujakowski wurde in Druskieniki im heutigen Litauen geboren. Seine Eltern waren fahrende Händler und reisten vor seiner Geburt von ihrem Heimatort aus mit dem Motorrad bis Shanghai. Sein Vater Stanisław diente während des Zweiten Weltkriegs als Warrant Officer in der Polnischen Luftwaffe in Großbritannien. Nach dem Krieg verließ die Familie Polen und ließ sich in Indien nieder, wo sein Vater Anstellung bei einer Erdölfirma fand.
Bujakowski besuchte die St. Joseph's School in Darjeeling und später das St. Xavier's College in Kolkata, bevor dank eines Stipendiums an der University of Denver studieren konnte. Das Skifahren erlernte er in Boise, Idaho. 1962 startete er erstmals bei einem internationalen Großereignis. Bei den Weltmeisterschaften in Chamonix belegte er den 27. Platz in der Abfahrt sowie den 35. Platz im Riesenslalom. In der Abfahrt lag er nur knapp hinter absoluten Weltklasseläufern wie dem Italiener Carlo Senoner oder dem US-Amerikaner Jimmy Heuga.
1963 fasst er dann den Entschluss an den Olympischen Winterspielen teilzunehmen.
Seine Teilnahme an den Olympischen Winterspielen 1964 in Innsbruck war die erste Teilnahme Indiens an Olympischen Winterspielen überhaupt. Jedoch stürzte Bujakowski in der Abfahrt schwer und zog sich neben einer Gehirnerschütterung auch mehrere Wirbelbrüche zu.
Vier Jahre später startete Bujakowski erneut bei Olympischen Winterspielen. Bei den Spielen in Grenoble gelang ihm eine Steigerung gegenüber den Spielen vier Jahre zuvor, jedoch erreichte er die Ergebnisse der Weltmeisterschaften von Chamonix bei weitem nicht. Platz 53 in der Abfahrt war sein bestes Ergebnis.
Danach ist Bujakowski nicht mehr als Skirennläufer in Erscheinung getreten. Jedoch vertrat er Indien zwei Mal im Rahmen der Weltmeisterschaften im Surfen.
Er starb am 1. Juni 2010 im Alter von 71 Jahren.

## Erfolge

### Olympische Winterspiele
- Innsbruck 1964: DNF Abfahrt
- Grenoble 1968: 53. Abfahrt, 65. Riesenslalom, DNF Slalom

### Weltmeisterschaften
- Chamonix 1962: 27. Abfahrt, 35. Riesenslalom
- Innsbruck 1964: DNF Abfahrt
- Grenoble 1968: 53. Abfahrt, 65. Riesenslalom, DNF Slalom